# Нурк, Кристина
Кристина Нурк (эст. Kristiina Nurk; род. 8 июля 1972 года) — эстонская пловчиха в ластах.

## Карьера
Участвуя в первом молодёжном чемпионате мира 1989 года в Дунауйвароше, завоевала серебро на 200-метровке и два золота в эстафетах 4х100 м и 4х200 м.
На чемпионате Европы 1991 года в составе сборной СССР завоевала серебро на дистанции 400 метров,а также стала чемпионкой Европы в эстафете 4х200 метров.
На чемпионате мира 1992 года завоевала единственную медаль для Эстонии - бронзу на дистанции 800 метров.
Участвуя во Всемирных Играх - 1993 завоевала два золота (на дистанции 200 метров и в эстафете 4×100 метров) и два серебра (на дистанциях 100 и 400 метров).
На чемпионате Европы 1993 года завоевала две бронзовые медали, снова став единственной медалисткой из Эстонии.
И на чемпионате мира 1996 года бронза на дистанции 200 метров становится единственной наградой эстонской команды.
Чемпионат Европы 1997 года - последний чемпионат Кристины - и результат - серебро на 200-метровке.
Кристина Нурк - 32-кратная чемпионка Эстонии, 12-кратная чемпионка северных стран.
В 1991 году признавалась лучшей спортсменкой Эстонии.
Кристина является рекордсменкой Эстонии на дистанциях 50 (20,98; 1997 г.), 100 (45,00; 1992 г.), 200 (1.38,47; 1992), 400 (3.31,01; 1991 г.) и 800 (7.22,70; 1991 г.), а также в эстафетах 4×100 м (3.08,60; 1991) и 4×200 м (7.03,40; 1991 г.).